# Odlo Hivernum
Odlo Hivernum is een Belgisch bier van hoge gisting.
Het bier wordt sinds 2011 gebrouwen voor (T)Huisbrouwerij Odlo uit Olen in Brouwerij Lupus te Aarschot. 
Het is een donkerbruin winterbier, type Belgian imperial stout met een alcoholpercentage van 8,7%. Het is enkel verkrijgbaar tussen november en maart.